# Ян Блахослав
Ян Блахослав (на чешки: Jan Blahoslav; 20 февруари 1523 г., Пршеров – 24 ноември 1571 г., Моравски Крумлов) е чешки писател-хуманист, поет, преводач, етимолог, автор на песни, граматик, музикант и теоретик, един от най-известните свещеници на Чешките братя.
Автор на „Чешка граматика“, написана през 1571 г., публикувана през 1857 г. Спомага за организацията на чешките училища, пише и публикува редица трудове по въпроси на историята и теологията. Превежда Новия завет на чешки през 1564 г.

## Биография
Ян Блахослав е роден на 20 февруари 1523 година в Пршеров. Баща му се казва Блажек и вероятно принадлежи към уважаваните жители на Пршеров. Майка му, Катержина, е дъщеря на кожухаря Безпера, чийто род често се споменава в Пршеров и в близкия град Липник над Бечвоу още през първата половина на 17 век. Ян Блахослав има сестра Зузана и по-малък брат Мартин Абдон, който е ръкоположен в сан в град Слижани.

### Образование
Блахослав получава първото си образование в дома на родителите си. Възможно е обаче да е посещавал училище на Чешките братя. От 1540 г. той продължава обучението си в Простейов до смъртта на наставника си Мартин Михалец през 1547 г. В същото време, през 1543 г., Михалец го изпраща в гимназия в град Голдберг, където една година Ян изучава основите на латинския език. В началото на 1544 г. Блахослав е изпратен да учи във Витенберг в Германия, където слуша лекциите и проповедите на реформатора Мартин Лутер. Учи една година в града, след което се връща в Простейов.
През юли 1548 г. Ян Блахослав започва да помага на епископ Ян Чорни в град Млада Болеслав. През първата половина на 1549 г. той продължава обучението си в университета в Кьонигсберг, но след няколко месеца му се налага да напусне града поради чумата и поради религиозни спорове. През октомври 1549 г. той е изпратен да учи в Базел, който по това време е център на образованието. В началото на 1550 г. се разболява и на следващата година се завръща в Простейов, където започва работа в училището на Чешките братя. През 1552 г. отново заминава за град Млада Болеслав, където заедно с Ян Чорни съставят 14 ръкописа, наречени по-късно „Деяния на чешките братя“ (Akty jednoty bratrské).

### Ян Блахослав – епископ
През 1557 г. Блахослав е избран за епископ. През юни 1558 г. той се премества за постоянно в град Иванчице, разположен близо до град Бърно, който се превръща в последното му място на дейност. В град Иванчице са написани най-важните му творби и произведения, включително преводът на Новия Завет, „Музика“ (Musica) и Шамотулския сборник от църковни химни (Šamotulský kancionál). Умира на 24 ноември 1571 г. в град Моравски Крумлов, погребан е в Иванчице.

## Творчество
В творбите му се проявява неговото хуманистично образование. Ян Блахослав, за разлика от Ян Амос Коменски, не създава нови концепции, но посвещава повечето си творби на практическите цели и нужди на църквата.

### Музикални съчинения
- Musica, 1558 г. („Музика“)

В тази творба авторът говори за същността на духовното пеене. Преди това теорията на музиката, нейните закони и музикалната практика в Централна Европа са писани само на латиница.
- Šamotulský kancionál („Шамотулски сборник от църковни химни“)

Поради цензурата, произведението първоначално е публикувано в Полша.
- O novém kancionále, 1561 г. („За новия сборник от църковни химни“)

Списък на песни, публикувани в сборници с църковни химни на Чешките братя.
- Redakce Ivančického kancionálu, 1564 г.

### Съчинения относно Чешките братя
- O původu Jednoty bratrské a řádu v ní, 1547 г. („За произхода на чешките братя и техните правила“)

Историческа творба, разказваща за произхода на братството. Целта на автора е да докаже, че Чешките братя са изпратени от Бог. Благодарение на Ян Блахослав, до наши дни са оцелели ценни документални материали, които се считат за важен източник на информация за живота на Чешките братя в средата на 16 век.
- Redakce sbírky Acta Unitatis Fratrum, 1552 г. („Редакция на колекцията Acta Unitas Fratrum“)

Сборник от източници за историята на Чешките братя.
- Historia hrozného zahřmění Božího, anobrž hromobití strašlivého, vykonaného skrze Antikrista, 1555 г.

Кратко произведение, описващо трудностите, с които Чешките братя трябва да се справят в град Млада Болеслав след смъртта на благородника Арнощ Крайирж от Крайк.
- Summa quaedam brevissima collecta ex variis scriptis Fratrum, 1556 г.

Разказва историята на братството до първата половина на XVI век.
- Sepsání o rozdíle Jednoty bratrské od luteránské, 1558 г. („Съчинение за разликите между Чешките братя и лутерани“)

Полемика с лутераните.
- Anvolimator, 1560 г.

Кратък исторически трактат, в който Блахослав отрича факта, че Чешките братя са били преди това адамити.
- Nekrologia, 1560 г.

Списък на свещеници и изявени членове на Чешките братя. Записите включват тяхната автобиография и често (субективни) оценки на тяхното представяне. Nekrologia е изключителен ценен източник на информация за основни житейски събития на членове на братството.

### Други произведения
- Spis o zraku, 1550 г.

Написано е в Пршеров след завръщането си от университета в Базел. Кратко разсъждение от морално-етичен характер.
- O vyvolení Božím, 1562 г.

Изложение на двадесета глава от Евангелието от Матей.
- Pilné rozjímání, sluší-li Řeči Boží, Čtení svatá a epištoly opovrci a na ně vice kazání nečiniti, 1563 г.

- Превод на Новия Завет, 1564 г.

Основен труд на Ян Блахослав
- Prokázání světlé toho, že církev svatá a její učitelé nevěřili a nevyznávali o člověčenství Krista Pána, že by bylo nestvořené a neučiněné, 1564 г.
- Výklad na 13 kapitolu Zjevení svatého Jana, 1566 г.
- Zpráva upřímná a sprostná na tyto dvě otázky: 1. Proč se bratří od jiných jednot buď pod jednou nebo pod obojí dělí? 2. Proč lidi ku poslušenství zavazují?, 1566 г.
- Filipika proti misomusům, 1567 г.
- Vitia concionatorum, 1570 г.
- Evangelia, anebo Čtení svatá, kteráž slovou Pašije, 1571 г.
- Gramatika česká, 1571 („Чешка граматика“)

Публикувана е в годината на смъртта на Блахослав. Авторът се бори преди всичко за езиковата чистота, стабилизирането на езиковите понятия и естествеността на чешкия език. Блахослав смята чуждите думи за приемливи в чешкия език, но те трябва да се използват пестеливо и подходящо. Творбата е била предназначена за други преводачи на Библията.